# Papyrus de Cologne 21351 et 21376

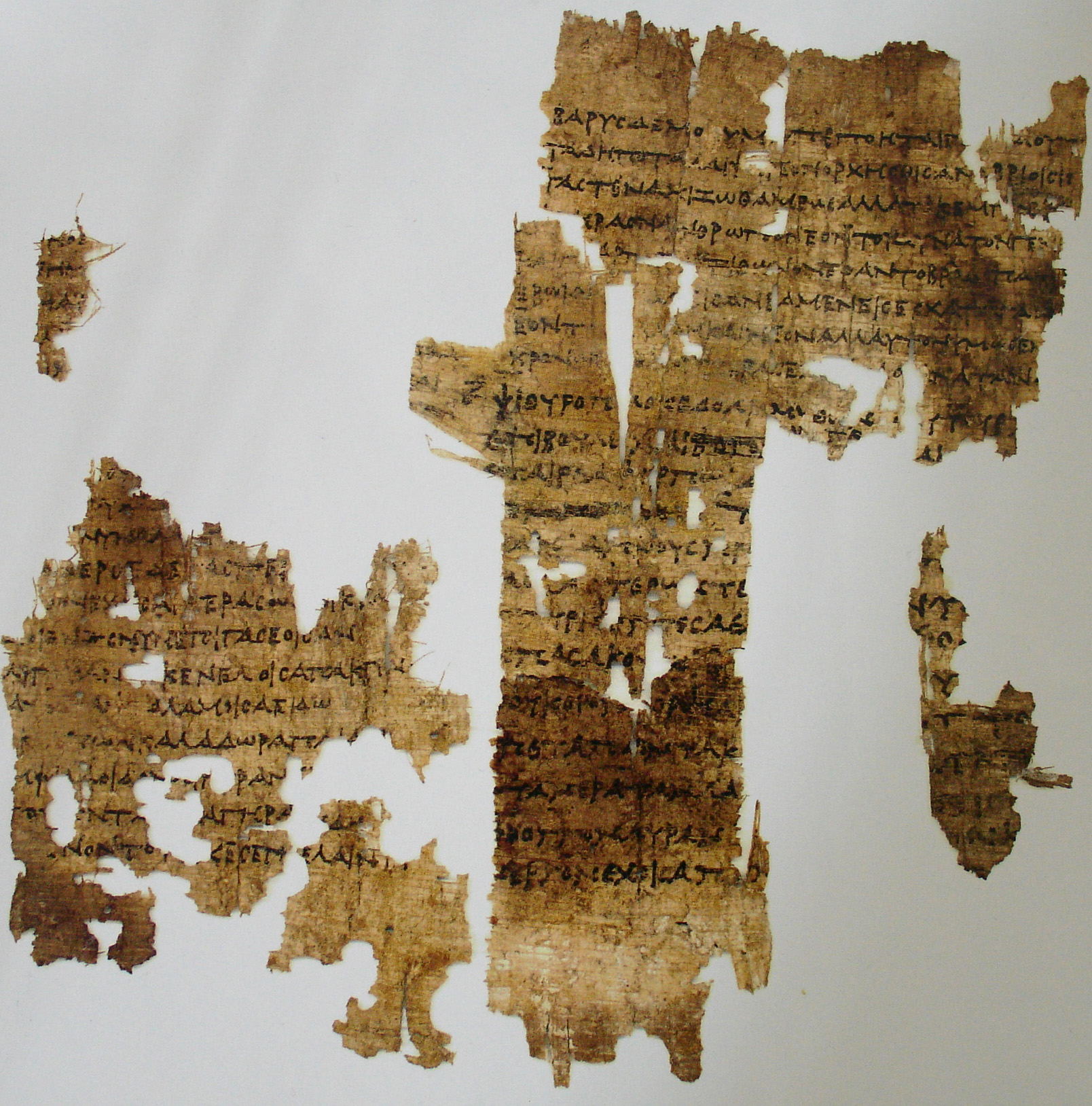
Les papyrus 21351 et 21376,. Collection de l'université de Cologne.

Les papyrus de Cologne 21351 et 21376, appartenant à l'origine à une collection privée, ont été mis en vente en 2002 et ont été acquis par l'université de Cologne. Leur provenance est inconnue.
Ils sont des restes d'une anthologie de poésie du iiie siècle av. J.-C. et contiennent les fragments de deux poèmes de Sappho, ainsi que d'un autre poème d'époque hellénistique. L'un des deux fragments de Sappho recouvre pour partie un autre fragment déjà connu (le fragment 58, papyrus Oxyrinchus 1787) et se rapporte au mythe de Tithon.
Après l'annonce de la découverte d'un potentiel quatrième poème complet de Sappho dans le Times Literary Supplement, plusieurs journaux grand public ont consacré un article à cette découverte en 2005.